# Péninsule Ilpyr
La péninsule Ilpyr (en russe : Полуостров Ильпыр, Poluostrov Ilpyr) est une presqu'île située au nord-est du golfe Karaguinski, à l'est de la péninsule du Kamtchatka, dans l'Extrême-Orient russe. 
Cette fine langue de terre, de 50 m de large par endroits, sépare la baie Ouala (à l'ouest) de la baie Anapka (à l'est).